# Marécages
Pour les articles homonymes, voir Marécage (homonymie).
Marécages est un film québécois de Guy Édoin, sorti en 2011.

## Synopsis
Sur une ferme laitière du Québec, en butte à des problèmes financiers et à une sévère sécheresse, une femme vit avec difficulté le deuil de son mari, dont la mort semble avoir été causée par une négligence du fils de la famille. Fortement ébranlée, mais en quête d'un nouvel équilibre psychologique, elle hésite à nouer une relation avec un étranger aux intentions ambiguës, d'autant que son entourage et son fils, un jeune adolescent, qui s'éveille à la sexualité, désapprouvent sa conduite.

## Fiche technique
- Titre d'origine : Marécages
- Titre en anglais : Wetlands
- Réalisation : Guy Édoin
- Scénario : Guy Édoin
- Directeur de la photographie : Serge Desrosiers
- Montage : Mathieu Bouchard-Malo
- Costumes : Julia Patkos
- Prise de son : Yann Cleary
- Conception sonore : Claude Beaugrand
- Direction artistique : André-Line Beauparlant
- Producteurs : Félize Frappier, Roger Frappier, Luc Vandal
- Production : Max Films Productions
- Genre : Drame
- Durée : 1 h 51
- Langue : Français
- Tournage : du 12 juillet au 20 août 2010, Bedford, Québec
- Budget : 2,9 millions de dollars canadiens
- Première mondiale : Mostra de Venise, samedi 3 septembre 2011
- Sortie en salles (au Québec) : 14 octobre 2011

## Distribution
- Pascale Bussières : Marie Santerre
- Luc Picard : Jean Santerre
- Gabriel Maillé : Simon
- François Papineau : Pierre
- Angèle Coutu : Thérèse Santerre
- Denise Dubois : Réjeanne
- Julien Lemire : Jeune fermier
- Michel Perron : Foreur de puits - Père
- Guillaume Cyr : Foreur de puits - Fils
- Valérie Blain : Danseuse
- Nathalie Cavezalli : Caissière du supermarché
- Sébastien Valade : Ambulancier

## Sélection et prix
- Sélectionné à la Semaine de la critique de la Mostra de Venise 2011.
- Sélectionné comme film d'ouverture de la section Canada First du Festival international du film de Toronto 2011.
- Mention honorable au 30e Festival international du film de Vancouver (pour le meilleur film canadien)